# Kniphofia bequaertii
Kniphofia bequaertii är en grästrädsväxtart som beskrevs av De Wild. Kniphofia bequaertii ingår i Fackelliljesläktet som ingår i familjen grästrädsväxter. Inga underarter finns listade i Catalogue of Life.